# Madame Plantier
Pour les articles homonymes, voir Plantier.
'Madame Plantier' est un cultivar de rosier, obtenu en 1835 par le rosiériste lyonnais Jacques-Émile Plantier, dont le succès ne se dément pas depuis près de deux siècles, grâce à la floraison très abondante de ses pompons blanc crème. Il est issu d'un croisement de Rosa alba et de Rosa moschata. Il était rangé autrefois dans la catégorie des rosiers Noisette. Il doit son nom à l'épouse de l'obtenteur.

## Description
'Madame Plantier' se présente comme un haut buisson peu épineux au port souple de 2 mètres à 4 mètres de hauteur et de 2 mètres d'envergure qui, palissé peut être utilisé en rosier grimpant. Ses petites fleurs (6 cm) au parfum puissant fleurissent longtemps de la fin du printemps au début de l'été en une multitude de petits pompons blancs volantés qui s'ouvrent en boutons rosés.
'Madame Plantier' peut éclairer un coin de jardin ombragé par ses fleurs d'un blanc brillant, car il se plaît aussi à la mi-ombre. Il vaut mieux le palisser car ses branches ont tendance à s'affaisser sous le poids de la floraison. Il n'est pas remontant.
Il peut supporter les hivers très rigoureux à -25°/-28° et il est d'ailleurs très répandu en Russie depuis le XIXe siècle. C'était un des rosiers préférés de Vita Sackville-West.

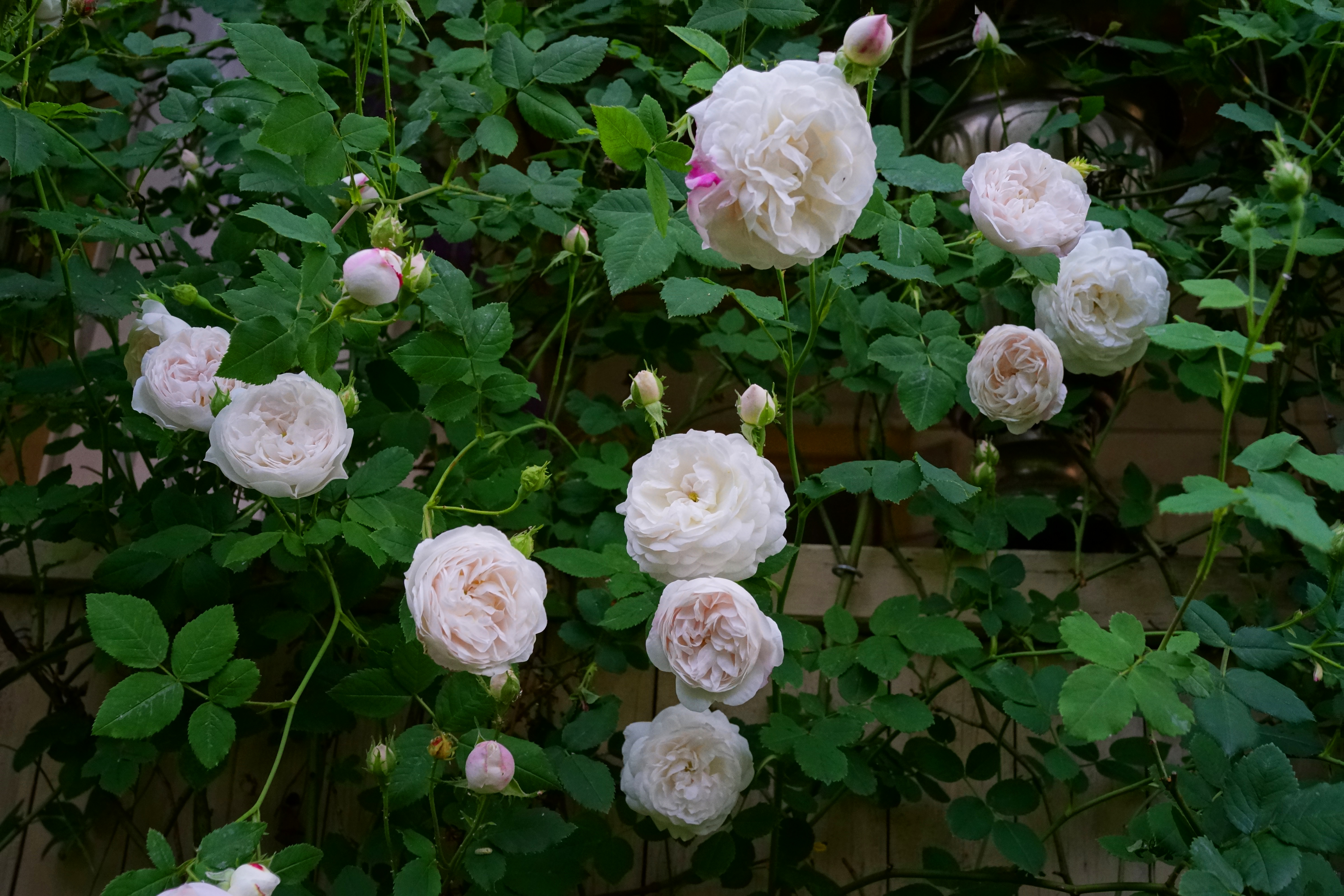
Rosier 'Madame Plantier' dans un jardin en Russie.

## Bibliographie

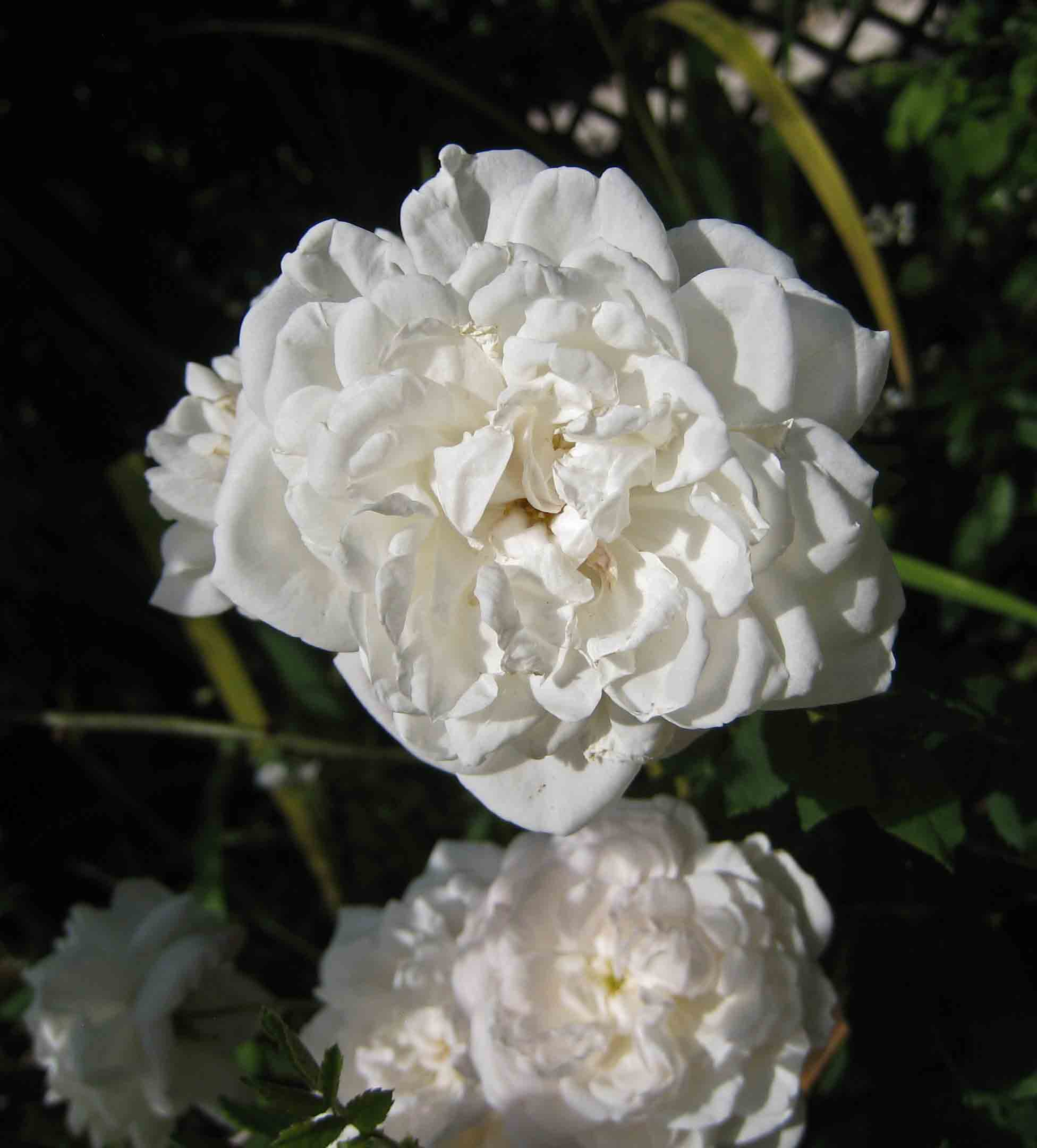
'Madame Plantier' à Auckland.